# Henry „Son” Sims
Henry „Son” Sims (Anguilla, 1890. augusztus 22. – Memphis, 1958. december 23.), amerikai Delta blues énekes, hegedűs, gitáros, zongorista, mandolinos, szövegíró.

## Pályafutása
A Mississippi állambeli Anguillában született. Szülei öt gyermeke között az egyetlen fiú volt. Nagyapja tanította meg hegedülni. Az első világháború idején az Egyesült Államok hadseregében szolgált Franciaországban.
Ezután a Mississippi Corn Shuckers együttes vezzetője lett és évekig játszott velük. Csatlakozott gyermekkori barátjához, Charley Pattonhoz és együtt készítettek lemezeket. Nem egy saját dalt vett fel, köztük a „Tell Me Man Blues”-t, és a „Farrell Blues”-t.
Az 1940-es években néhány alkalommal alkalommal kisérte Robert Nighthawkot és Muddy Waterst is. Szólókarrierje az 1950-es évek végéig tartott.

## Lemezek
- Be True Be True Blues
- Be True, Be True Blues (km.: Charley Patton)
- Boogie Music (km.: Canned Heat)
- Come Back Corrina (km.: Charley Patton)
- Farrell Blues
- Tell Me Man
- Tell Me Man Blues
- Tell Me Man Blues (km.: Charley Patton)